# D'Shawn Schwartz
Pour les articles homonymes, voir Schwartz.
D'Shawn Schwartz, né le  15 février 1999 à Colorado Springs au Colorado, est un joueur américain de basket-ball évoluant au poste d'ailier.

## Biographie

### Carrière universitaire
Entre 2017 et 2021, il joue pour les Buffaloes du Colorado à l'université du Colorado à Boulder.
Entre 2021 et 2022, Schwartz joue pour les Patriots de George Mason à l'université George Mason.

### Carrière professionnelle

#### Fenerbahçe (2022-2023)
Le 23 juin 2022, automatiquement éligible à la draft 2022 de la NBA, il n'est pas sélectionné. Il participe à la NBA Summer League de Las Vegas avec les Knicks de New York.
Le 30 juillet 2022, Schwartz signe son premier contrat professionnel avec Fenerbahçe SK en Turquie. Il joue la saison 2022-2023 avec l'équipe B du Fenerbahçe en deuxième division du championnat turc.

#### Le Mans SB (2023-2024)
Le 14 juin 2023, il signe avec Le Mans Sarthe Basket en France.

## Statistiques

### Universitaires
| Saison    | Équipe       | Matchs | Titul. | Min./m | % Tir | % 3pts | % LF | Rbds/m. | Pass/m. | Int/m. | Ctr/m. | Pts/m. |
| --------- | ------------ | ------ | ------ | ------ | ----- | ------ | ---- | ------- | ------- | ------ | ------ | ------ |
| 2017-2018 | Colorado     | 32     | 4      | 13,1   | 42,2  | 38,3   | 73,7 | 1,84    | 0,28    | 0,09   | 0,00   | 3,38   |
| 2018-2019 | Colorado     | 35     | 35     | 28,6   | 43,6  | 31,3   | 77,8 | 3,74    | 1,31    | 0,37   | 0,17   | 9,23   |
| 2019-2020 | Colorado     | 32     | 31     | 28,2   | 40,5  | 36,7   | 67,6 | 3,59    | 1,38    | 0,72   | 0,22   | 9,84   |
| 2020-2021 | Colorado     | 30     | 29     | 28,0   | 41,2  | 40,0   | 73,1 | 4,07    | 1,27    | 0,50   | 0,13   | 9,33   |
| 2021-2022 | George Mason | 30     | 25     | 35,9   | 45,7  | 38,0   | 73,5 | 4,57    | 2,07    | 0,53   | 0,30   | 15,53  |
| Carrière  | Carrière     | 159    | 124    | 26,7   | 43,0  | 36,7   | 73,0 | 3,55    | 1,25    | 0,44   | 0,16   | 9,38   |